# DJI
SZ DJI Technology Co., Ltd. (coneguts com a DJI) és una empresa xinesa de tecnologia amb seu central a Shenzen, Guangdong, amb sucursals arreu del món. És reconeguda per la fabricació de drons amb càmeres de fotografia i de vídeo.
DJI és el líder comercial mundial dins la indústria del dron, acumulant més del 70% del mercat. Imatges des del dron s'han usat globalment per a vídeos musicals, produccions televisives i cinematogràfiques com The Amazing Race, American Ninja Warrior, Better Call Saul o Game of Thrones entre d'altres.
L'any 2017 DJI va guanyar un premi Emmy a la Tecnologia i l'Enginyeria per les prestacions de les seves càmeres a drons i l'any 2018 va estrener la càmera Osmo Pocket, una petita càmera amb un estabilitzador.

## Història
La companyia va ser fundada l'any 2006 per Frank Wang (Wāng Tāo, 汪滔).
Wang, provinent de la província de Zhejiang, va anar a la Universitat de Hong Kong de Tecnologia i Ciència l'any 2003. Dos anys més tard, la Universitat el va proveir de HK$18,000 per a dur a terme la investigació necessària per a realitzar un dron. Wang va fundar la companyia l'any 2006 amb seu al seu dormitori a la universitat. Des de llavors, DJI manufactura una varietat de productes que inclou vehicles aeris, controls remots, accessoris per a helicòpters, videocàmeres i altres accessoris.
Les sigles DJI signifiquen Dà-Jiāng Innovations.
Durant la invasió russa d'Ucraïna, l'exèrcit ucraïnès va fer servir drons d'aquesta companyia.